# Stenhousemuir FC
Stenhousemuir FC är en skotsk fotbollsklubb från just orten Stenhousemuir i Falkirks kommun. Klubben är medlem i Scottish Professional Football League och spelade säsongen 2018/2019 i Scottish League One. Genom mycket av sin historia har klubben spelat i de lägre divisionerna, men har de senaste säsongerna spelat i de högre divisionerna. Den senaste framgången kom när laget kvalade upp till Scottish League One 2018 året efter att de blivit nedflyttade till League Two.

## Historia
Klubben bildades 1884 genom en utbrytning ur det lokala laget Heather Rangers och det skulle dröja fram till 1890 innan det nybildade laget började använda Ochilview Park som sin hemmaarena. Under det tidiga 1900-talet hade klubben en kort period av framgång, där man vann Scottish Qualifying Cup både 1901 och 1902. 1928 brann en träläktare ner på arenan och arenan fick därför en ny läktare, som dock behövde byggas på i efterhand på grund av en planeringsmiss. Säsongen 1936–37 kunde klubben notera sin hittills största vinst mot Dundee United FC och lite drygt ett decennium senare noterades arenan Ochilview Parks hittillsvarande publikrekord på 12 500 personer under kvartsfinalmatchen i Scottish Cup mot East Fife FC säsongen 1949–50.
Lagets bästa säsong var1960/61 när dom slutade på tredjeplats i division två med 50 poäng och 99 gjorda mål.
Meste målgöraren genom tiderna är Robert Taylor med 32 mål säsongen 1925/26.
Sommaren 1964 avsöljade Rangers FC sin plan på att försöka utesluta Stenhousemuir och fyra andra lag från högstaligen. Detta motiverades med att dessa fem lag var de med minst publikstöd. Stenhousemuir och de andra lyckades avvärja planen och kunde spela vidare i ligan, delvis tack vare stöd från andra lag i ligan.

## Supportrar
Kända fans är bland annat Michael Palin och Brendan Foster.
Stenhousemuir FC har en norsk supporterklubb som grundades 1992 och hade över 100 medlemmar 2011.

## Kända spelare
- Fiona Brown
- Neil Alexander
- Kenny Miller
- Graeme Armstrong